# Canthon bispinus
Canthon bispinus là một loài bọ cánh cứng trong họ Bọ hung (Scarabaeidae).